# 문관사림
《문관사림》(文館詞林)은 중국 당(唐) 초기에 허경종(許敬宗), 유백장(劉伯莊) 등이 황명을 받들어 편찬한 칙찬(勅撰) 한시문집으로, 고종(高宗) 현경(顯慶) 3년(658년)에 편찬되었다.

## 개요
편찬에 대해 《당회요》(唐會要)에는 「현경 3년 10월 2일에 허경종이 편수한 《문관사림》 1천 권을 바쳤다.」고 했다. 전1000권으로 《구당서》와 《신당서》의 예문지에도 《문관사림》1천 권이 기재되어 있으며, 따로 최현위(崔玄暐)가 훈주(訓注)한 《문관사림책》(文館詞林策)20권과 《문관사림문인전》(文館詞林文人傳) 1백 권도 존재했던 것이 알려져 있다.
또한 한국과 일본에도 전해졌다. 《당회요》 및 《삼국사기》에 따르면 수공(垂拱) 2년/신라 신문왕 6년(686년), 예기(禮記) 1부와 함께 문장을 요청하는 신라의 요구에 따라, 측천무후가 소사(所司)에 명해 길흉요례(吉凶要禮) 및 《문관사림》에서 규계(規誡)가 될 만한 것을 발췌해 필사하여 모두 50권으로 엮어서 보내주었다는 기록이 있다. 일본에도 견당사를 통해 전해져, 간표(寛平) 3년(891년)에 후지와라노 스케요(藤原佐世)가 엮은 《일본국견재서목록》(日本國見在書目錄)에도 《문관사림》전질이 기재되어 있다.
현존하는 《문관사림》의 분류체제를 보면 대체로 《문선》에 준한 것으로 권691 칙류편수(勅類篇首)를 통해 책의 분류마다 앞에 편찬한 대의를 적은 소서(小序)를 써두었음을 알 수 있다. 수록된 시문은 가장 오래된 것은 선진(先秦)에서 당 초기의 것까지 있으며, 송대에 편찬된 《문원영화》(文苑英華)의 선구격이라 할 수 있다.

## 현존 판본
《문관사림》은 전1000권의 어마어마한 분량에 사본도 남아있지 않아서 당이 멸망한 뒤에는 5대 10국의 전란을 거치면서 송(宋) 초에 이르면 거의 흩어져 남지 않게 된 것으로 보인다. 《숭문총목》(崇文總目) 권제5에도 《문관사림탄사》(文館詞林彈事) 4권만이 허경종의 편찬으로써 기재되어 있거나, 《송사》(宋史) 예문지 총집류에 《문관사림시》(文館詞林詩) 1권이 보일 뿐이다. 《고려사》(高麗史)에는 선종(宣宗) 8년(1091년)에 진봉사(進奉使)로 송에 갔다가 돌아온 이자(李資) 등이 북송 황제가 관반(館伴)을 통해 전한 칙명으로 (송에서 찾기 어려워져서) 고려에서 찾아보도록 한 서적의 목록에 《문관사림》이 포함되어 있다. 그러다 남송(南宋) 시대의 《중여관각서목》(中興館閣書目) 이후로는 공사 기록에 소장된 기록을 찾을 수 없다.
그러다 청(清) 말기에 일본으로부터 역수입되었다. 일본에서 《문원영화》는 일부로나마 개인이나 사원에서 소장하게 되었는데, 에도 시대인 간세이(寬政) 10년(1800년)에 하야시 슛사이(林述齋)가 중국 땅에는 없어졌지만 일본에는 남아있는 한적(漢籍)을 총서로 엮었는데 《문관사림》4권(권662、권664、권668、권695)이 이 책에 수록되었고, 이것은 무역상을 거쳐 중국에도 알려졌다. 당시 절강순무(浙江巡撫)를 맡고 있던 완원방(阮元訪)이 《사고전서》(四庫全書)에 수록이 안 된 책을 구해다 궁중에 바쳐서 별도로 소장하게 하면서 아울러 책에 대한 고증도 이루어졌는데, 이것은 《연경원외집》(揅經室外集) 권2에 수록되어 있다. 함풍(咸豐) 3년(1853년)에는 오숭요(伍崇曜)가 이것을 참조해 번각한 것이 《월아당총서》(粵雅堂叢書) 제12집에 실리면서 《문관사림》은 중국에 다시 소개될 수 있었다.
광서(光緒) 10년(1880년)에 당시 주일공사 양수경(楊守敬)이 하여장(何如璋)의 명으로 일본에서 모은 중국의 서적 26종 200권이 《고일총서》(古逸叢書)로 간행되는데, 거기에 《문관사림》의 14권이 있었고 권156, 권157, 권158(전반부 빠짐), 권347(전반부 빠짐), 권452, 권453, 권457, 권459(빠진 부분 있음), 권665(중반부 빠짐), 권666(중, 후반부 빠짐), 권666, 권667, 권670(후반부 빠짐), 권691(빠진 부분 있음), 권699를 수록하였다. 여기에 《고일총서》가 간행된 뒤에 일본 제실박물관(帝室博物館)의 서기관 마치다 히사나리(町田久成)가 아사쿠사 문고(淺草文庫)에 소장되어 있던 《고일총서》에도 수록되지 않은 나머지 권152、권346、권414、권669와 권665를 찾아내 양수경에게 기증했다. 이 5권과 권158은 양수경의 친척 양보초(楊葆初)에 의해 광서 19년(1893년)에 간행되었다.
중화민국 초기 일본 교토(京都)에 살고 있던 동강(董康)이 다이가쿠지(大覺寺)에서 소장하고 있던 《문관사림》의 초본(앞서 소개된 총서에도 실리지 않은)을 더 발견하여 귀국해 중국에 전했다. 이 초본은 1916년 장균형(張鈞衡)이 앞서 하야시 슛사이나 양수경, 마치다 히사나리가 총서로 정리한 《문관사림》의 다른 간본들과 합쳐서 간행했는데, 여기에서 새로 권160, 권348(잔권), 권664(후반부만), 권158의 잔시(殘詩) 4수에 권수가 확실하지 않은 나머지 2권이 더해졌다. 모두 25권이고 잔권(殘卷) 4권이었다. 동강은 1926년에서 1927년 사이에 다시 일본으로 건너갔는데, 이때에도 고야 산(高野山)의 정지원(正智院)이라는 절에 소장되어 있던 고닌(弘仁) 시대의 사본(고닌본) 19권을 얻어 영인본을 펴냈지만 세상에 널리 퍼지진 못했다.
고닌본은 일본 패전 뒤인 1949년 일본 궁내청(宮內廳)의 서릉부(書陵部)에서 권668(전반)을 영인해 펴냈다. 일본고전연구회(日本古典研究會)에서 1969년에 다시 출판했는데, 이것은 현재 일본의 각 문고와 사원 등에 소장되어 있는 고닌본의 영인본과 모사본으로 가장 상태가 좋은 것을 가린 것으로 27권에 권수가 분명하지 않은 3권을 합쳐 모두 30권이며, 현존하는 가장 좋은 판본으로 인정받고 있다. 이것은 해외에서 유통되는 데에 어려움이 있었지만, 중국의 나국위(羅國威)가 이 고닌본 《문관사림》 영인본을 참조로 판본들을 점교하고 정리하여 《일본에 소장되어 있는 고닌본 문관사림의 교증》(日藏弘仁本文館詞林校證)(전30권)이라는 제목으로 2001년 중화서국(中華書局)에서 간행하였다(본 항목의 권수 목록도 나국위의 정리를 바탕으로 한다).

## 권수 목록
내용은 한(漢)에서 당 초기에 이르는 시문을 모은 것으로, 《문선》(文選)에 이어 중국의 가장 오래된 한시문 총집(総集)이다. 나국위에 따르면 고닌본에는 모두 86편의 시와 346편의 산문이 있는데, 그 중 선진 시대의 것이 1편, 한대의 것이 9편, 후한(後漢)의 것이 13편, 위(魏)의 것이 22편, 진(晉)의 것이 100편, 송(宋)의 것이 39편, 제(齊)의 것이 27편, 양(梁)의 것이 87편, 후량(後梁)의 것이 3편, 진(陳)의 것이 8편, 북위(北魏)의 것이 20편, 북제(北齊)의 것이 26편, 북주(北周)의 것이 14편, 수(隋)의 것이 26편, 당의 것이 35편이며, 연대가 확실하지 않은 것도 2편이 존재한다.
- 권152 시(詩)12　인부(人部)9 증답(贈答)1　친속증답(親屬贈答) 부부증답(夫婦贈答)
- 권156 시16　인부13 증답5　잡증답(雜贈答)2
- 권157 시17　인부14 증답6　잡증답3
- 권158 시18　인부15 증답7　잡증답4
- 권160 시20　예부(禮部)2 석전(釋奠) 하(下)
- 권346 송(頌)16　예부5 순행(巡幸)
- 권347 송17　무부(武部) 상(上)　　＃후반부에 해당하며 제목 빠진 것이 1수, 조비(曹毗)의 벌촉송(伐蜀頌) 1수, 고윤(高允)의 북벌송(北伐頌) 1수만 있음
- 권348 송18　무부 하　　＃장재평오송(張載平吳頌) 전반부에 나머지 3수는 목록만 있음.
- 권414 7　4
- 권452 비(碑)32　백관(百官)22 장군(將軍)2
- 권453 비33　백관23 장군3
- 권455 비35　백관25 장군5　　＃찬자가 확실하지 않은 잔편만 1수 있음.
- 권457 비37　백관27 도독(都督)1
- 권459 비39　백관29 도독3
- 권507　　＃후주무제벌북제조(後周武帝伐北齊詔)는 후반부만 있는데, 《주서》(周書)권6 무제기(武帝紀)하를 가지고 보충해 전문을 수록하였으며, 따로 권662와 중첩.
- 권613　　＃당 태종의 시행유교경칙(施行遺教經勅) 1수만 있음.
- 권662 조(詔)32　정벌(征伐) 상
- 권664 조34　무변(撫邊)
- 권665 조35　사유(赦宥)1
- 권666 조36　사유2
- 권667 조37　사유3
- 권668 조38　사유4　　＃권말에 해당하며 수 시대의 조만 3수, 그나마도 목록만 있고 글은 없음.
- 권669 조39　사유5
- 권670 조40　사유6
- 권691 칙(勅)상　계칙(誡勅) 공거(貢舉) 제수(除授) 출면(黜免)
- 권695 령(令)하　이도(移都) 훼폐(毀廢) 제사(祭祀) 숭학(崇學) 전농(田農) 정사(政事) 거사(舉士) 상벌(賞罰) 군령(軍令) 사령(赦令) 잡령(雜令)
- 권699 교(教)4　휼망(恤亡) 포현(褒賢) 현절(顯節) 종복(終復) 훼폐 도사(禱祀) 숭법(崇法)
- 권수가 확실하지 않은 것1 칙(勅)　　＃찬자가 확실하지 않고 제목도 빠진 것만 2수 있음.
- 권수가 확실하지 않은 것2 表　　＃후량 시대의 표만 3수 있음.
- 권수가 확실하지 않은 것3　　＃찬자가 확실하지 않은 잔편만 1수 있는데 나국위는 이를 후한 시대의 글이라고 주장.

## 같이 보기
- 문원영화